# 4DOS
4DOS — интерпретатор командной строки, созданный JP Software. Предназначен для замены стандартного интерпретатора командной строки COMMAND.COM в DOS и Windows 95/98/SE/ME.
4OS2 и 4NT предназначены для тех же целей как замена CMD.EXE в OS/2 и Windows NT, соответственно.

## Общее представление
4DOS чаще всего используется с MS-DOS для Windows 95 в потоке операционной системы, а также может использоваться с ОС Windows NT на машинах типа IBM и DOS, а также на машинах с DOS более поздних версий. Так как Windows NT/2000 включает в себя и COMMAND.COM и CMD.EXE, на него могут быть установлены и 4DOS и 4NT.
Есть несколько преимуществ у 4DOS перед MS-DOS/Windows 95/98 COMMAND.COM. Например, 4DOS читает ввод с клавиатуры, а также имеет упрощённый метод работы с цветами экрана и текста.
Расширение пакетного файла по умолчанию для 4DOS — .btm.
Графическая версия 4DOS, 4OS2 и 4NT под названием Take Command была выпущена с набором функций, поддерживающим версии 4DOS 5.5, 4OS2, и 4NT 2.5 и была обновлена после этого. Разработка на этой версии останавливается с соответствующими версиями текстового режима[прояснить]. Появилась графическая программа Take Command/16 для Windows 3.1.

## Особенности
4OS2 является аналогичной заменой для интерпретатора команд IBM OS/2. Она была выпущена в то же время, что и 4DOS четвёртой версии и имела аналогичный набор функций. Как и 4DOS, 4OS2 была выпущена с открытым исходным кодом. Он появился в наборе функций eComStation 2.10.2011 года, и в бесплатном osFree.
4NT был впервые выпущен как 4DOS для Windows NT (версии 1.x, 2.x), но стал 4NT до реструктуризации после версии 8. Программа представляет собой перекомпиляцию 4OS2 и имеет функции командного процессора OS/2 (CMD.EXE), например запуск сценариев REXX и поддержка EXTPROC.
Новая программа Win32 с вкладками Command Interface (TCI) была выпущена во время 4NT версии 7. Эта программа позволяла прикреплять (тем самым уменьшая беспорядок экрана) и отсоединять консоли с вкладками к одному окну. Эта программа требует операционную систему типа Windows XP или более позднюю версию.
Новая версия Take Command расширяет исходный интерфейс команд с вкладками. Она оснащена дополнительными окнами, тем самым позволяет создавать входные данные, графически перемещаться по каталогам и файлам, и прочие функции.
Затем было выпущено программное обеспечение JP:
- TC (полный пакет TCI + TCC)
- TCLE (TCI + TCC/LE)
- TCC (только командная утилита)
- TCC/LE

Эти ПО были выпущены начиная с версии 9 до 12.1, в соответствии с базовой версией 4NT/TCC.
4DOS имеет следующие возможности:
- Дополнительная команда.
- Расширенная функциональность существующих команд.
- Расширенные средства обработки пакетных файлов.
- Улучшено редактирование командной строки, включая завершение имени файла и историю команд.
- Поддержка псевдонимов команд, также в скриптах.
- Расширенные подстановочные знаки и возможность фильтрации по размерам файлов, отметкам даты и времени и другим характеристикам файлов.
- Расширенный синтаксис для перенаправления и конвейера.
- Контекстно-зависимая помощь.
- Цветные списки каталогов.
- Внутренние переменные и функции переменных.
- Механизм подкачки памяти, который сделал более свободную основную память.
- Интерактивный отладчик для пакетных файлов.
- Механизм создания, обслуживания и отображения описаний файлов.
- Настройки хранятся в ini-файле.
- Поддержка буфера обмена Windows.

## История и текущее состояние
4DOS изначально распространялся как условно-бесплатный интерпретатор, позже 4DOS был выпущен как неподдерживаемый бесплатный интерпретатор.
В настоящее время исходный код доступен под модифицированной лицензией MIT, но он не может использоваться в любом коммерческом продукте без письменного разрешения Rex Conn и не может быть скомпилирован для использования в любой операционной системе, кроме FreeDOS, поэтому он не квалифицируется как открытый исходный код, по определению Open Source Initiative.
| Версия | Дата релиза | Примечания |
| ------ | ----------- | --- |
| 2.00   | 1989-02-15  | Исходная версия. Улучшено редактирование командной строки, завершение именем, история команд, псевдонимы, улучшены шаблоны, справки, внутренние переменные, меняя на диск или EMS, описания файлов, разделитель команд, ключ укладчик. |
| 2.20   | 1989-07-05  | Исполняемые расширения. |
| 3.00   | 1990-03-07  | Пакетные файлы BTM (кэшированные в память для скорости), обмен с расширенной памятью (XMS), переменные функции, скобочный синтаксис имени переменной.                                                                                  |
| 4.00   | 1991-11-01  | Цветные каталоги, файл конфигурации 4DOS.INI, включает списки, группы команд, подразумеваемые CDS, поддержку блоков памяти DOS 5 (UMB).                                                                                                |
| 5.00   | 1993-11-23  | Диапазоны даты, времени и размера; сжатые пакетные файлы. |
| 5.51   | 1995-08-22  | Поддержка длинных имён файлов, REXX в .BAT-файлах (как в PC DOS 7.0). |
| 6.00   | 1997-07-24  | Расширенный поиск в каталоге, интерактивная конфигурация (команда OPTION), диапазоны исключений, интерактивный отладчик пакетных файлов.                                                                                               |
| 7.00   | 2001-06-18  | @file lists (как в DR-DOS). |
| 7.50   | 2003-02-24  | Пользовательские функции. |
| 7.50.1 | 2006-11-13  | Версия с открытым исходным кодом 7.50. Лучезар Георгиев и Ялеани Утомо продолжили разработку 4DOS |
| 8.00   | 2009-02-27  | последняя версия. |

## NDOS
Некоторые версии Norton Utilities для DOS включали модифицированные копии 4DOS под именем NDOS. Последняя версия NDOS включала в себя Norton Utilities 8, и была основана на 4DOS 4.03.